# 마리 루이즈 다미앙

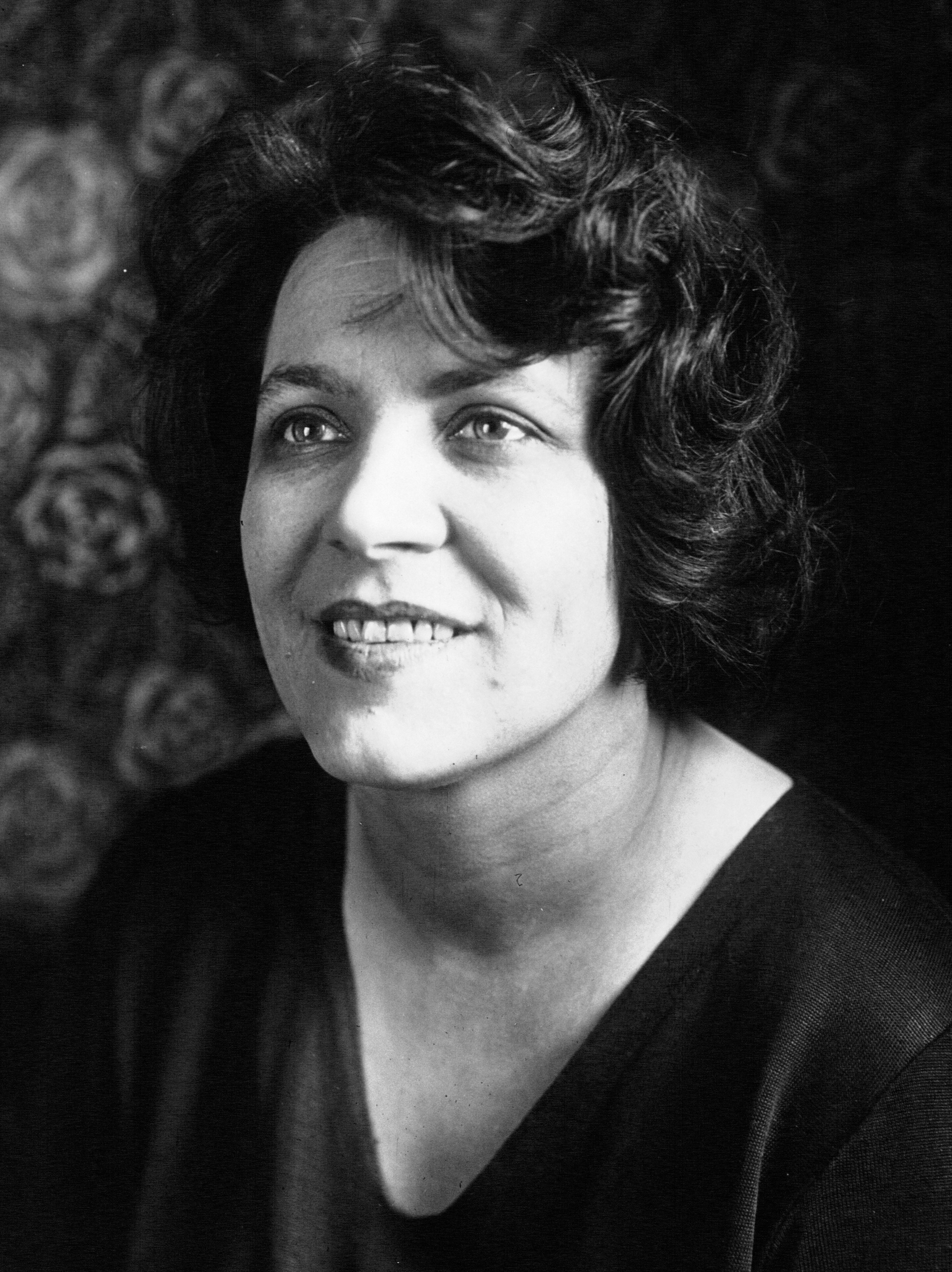

마리 루이즈 다미앙(Marie-Louise Damien, 본명: Louise Marie Damien, 1889년 12월 5일 ~ 1978년 1월 30일)은 다미아(Damia)로 알려진 프랑스의 가수이자 여배우이다.
제2차세계대전 이전의 대표적인 샹투즈 리얼리스트의 한 사람이다. 파리에서 태어나, 어릴 때부터 남의 집에서 고용살이를 하였다. 샤트레 극장에서 단역(端役)을 맡는 등의 불우한 세월을 보내는 동안 프레일과 마찬가지로 로베르티(Roberty)의 가르침을 받아 데뷔하였다. 이윽고 사샤 기트리에게 발견되어 점차 유명해졌다. <갈매기>, <우울한 일요일>, <남의 속도 모르고> 등의 명창(名唱)이 있다.